# Вотербері (Небраска)
Вотербері (англ. Waterbury) — селище (англ. village) в США, в окрузі Діксон штату Небраска. Населення — 72 особи (2020).

## Географія
Вотербері розташоване за координатами 42°27′26″ пн. ш. 96°44′8″ зх. д. / 42.45722° пн. ш. 96.73556° зх. д. (42.457240, -96.735582).  За даними Бюро перепису населення США в 2010 році селище мало площу 0,36 км², уся площа — суходіл.

## Демографія
Згідно з переписом 2010 року, у селищі мешкали 73 особи в 29 домогосподарствах у складі 21 родини. Густота населення становила 204 особи/км².  Було 47 помешкань (131/км²).
Расовий склад населення:
| - 100,0 % — білих |

До двох чи більше рас належало 0,0 %. Частка іспаномовних становила 1,4 % від усіх жителів.
За віковим діапазоном населення розподілялося таким чином: 21,9 % — особи молодші 18 років, 64,4 % — особи у віці 18—64 років, 13,7 % — особи у віці 65 років та старші. Медіана віку мешканця становила 44,5 року. На 100 осіб жіночої статі у селищі припадало 128,1 чоловіків;  на 100 жінок у віці від 18 років та старших — 119,2 чоловіків також старших 18 років.
Середній дохід на одне домашнє господарство  становив 50 678 доларів США (медіана — 49 375), а середній дохід на одну сім'ю — 58 358 доларів (медіана — 55 750). За межею бідності перебувало 13,6 % осіб, у тому числі 0,0 % дітей у віці до 18 років та 14,3 % осіб у віці 65 років та старших.
Цивільне працевлаштоване населення становило 33 особи. Основні галузі зайнятості: виробництво — 27,3 %, мистецтво, розваги та відпочинок — 18,2 %, сільське господарство, лісництво, риболовля — 12,1 %, оптова торгівля — 9,1 %.